# Arnaldo Clemente Canale
Arnaldo Clemente Canale (* 4. November 1925 in Buenos Aires, Argentinien; † 30. Juli 1990) war ein argentinischer Geistlicher und römisch-katholischer Weihbischof in Buenos Aires.

## Leben
Arnaldo Clemente Canale empfing am 3. August 1952 das Sakrament der Priesterweihe.
Am 10. Juni 1977 ernannte ihn Papst Paul VI. zum Titularbischof von Cabarsussi und zum Weihbischof in Buenos Aires. Der Erzbischof von Buenos Aires, Juan Carlos Kardinal Aramburu, spendete ihm am 13. August desselben Jahres die Bischofsweihe; Mitkonsekratoren waren die Weihbischöfe in Buenos Aires, Guillermo Leaden SDB und Mario José Serra.